# Péréquation fédérale au Canada
La péréquation fédérale au Canada est un système de transfert d'impôts permettant d'équilibrer la richesse des provinces et territoires constituant la fédération canadienne.  Le programme vise à « donner aux gouvernements provinciaux des revenus suffisants pour les mettre en mesure d’assurer les services publics à un niveau de qualité et de fiscalité sensiblement comparable ».

## Mode de calcul
La formule de péréquation est révisée tous les cinq ans pour tenir compte des changements économiques de chaque région.
Depuis 2004 (exercice 2005-2006), le calcul détermine une "capacité fiscale" par habitant pour chacune des provinces, basée sur la moyenne des capacités fiscales des trois exercices précédents et sur la moyenne des droits de péréquation des trois mêmes années, contrainte par une augmentation globale de 3,5 % sur une base annuelle.  Chaque province, sous la moyenne reçoit l'écart entre cette capacité fiscale et la moyenne canadienne, pour chaque citoyen.
La péréquation est un programme fédéral payé par le gouvernement fédéral à même les revenus qu’il prélève dans l’ensemble du Canada. 
Cela signifie que tous les Canadiens contribuent à ce programme, peu importe leur province de résidence sauf dans les territoires, où il y a la Formule de financement des Territoires.
Il est important de noter que la péréquation n'est pas la seule forme de transfert financier du gouvernement fédéral canadien au profit des provinces et territoires. En effet, s'ajoute à la péréquation : le Transfert canadien en matière de santé, le Transfert canadien en matière de programmes sociaux et la formule de financement des territoires. De plus, le gouvernement fédéral a conclu des ententes particulières avec certaines provinces, notamment Terre-Neuve-et-Labrador et la Nouvelle-Écosse. En vertu de ces ententes, le gouvernement fédéral effectue des paiements compensatoires aux gouvernements de ces provinces pour l'exploitation de certaines ressources naturelles extracôtières (pétrole et gaz).

## Droit constitutionnel
Les paiements de péréquation sont un engagement du Parlement et du gouvernement du Canada énoncé dans la Constitution du Canada. Il est énoncé à l'article 36 (2) de la Loi constitutionnelle de 1982 ː 

« Engagement relatif aux services publics
36 (2) Le Parlement et le gouvernement du Canada prennent l’engagement de principe de faire des paiements de péréquation propres à donner aux gouvernements provinciaux des revenus suffisants pour les mettre en mesure d’assurer les services publics à un niveau de qualité et de fiscalité sensiblement comparables. »